# Kingsburg (gioco)
Kingsburg è un gioco da tavolo in stile tedesco ideato da Andrea Chiarvesio e Luca Iennaco pubblicato nel 2007 da Stratelibri, una branca di Giochi Uniti. I giocatori rappresentano feudatari impegnati, nell'arco di 5 anni, a migliorare il proprio territorio tramite la costruzione di edifici e la raccolta di truppe, cercando a tal scopo di ingraziarsi i vari funzionari reali.

## Svolgimento del gioco
I 5 anni si articolano ciascuno in 4 stagioni, secondo modalità del tutto analoghe nei diversi anni, cambiando soltanto la forza dei nemici da affrontare durante l'inverno, tendenzialmente crescente.
Le altre tre stagioni sono così articolate: 
- Evento speciale (diverso per ogni stagione, che conferisce un piccolo vantaggio ad un giocatore)
- Tiro dei dadi
- Influenza dei personaggi, per avere materie prime o soldati
- Costruzione edificio

I 20 edifici disponibili possono essere costruiti secondo cinque righe tematiche. Ogni edificio dà vantaggi di diverso tipo: di produzione, militare o direttamente in punti vittoria.
Nell'inverno, i giocatori possono solo reclutare soldati e affrontare i nemici, con l'aiuto di un numero (casuale, uguale per tutti) di soldati inviati dal re. Respingere o meno l'invasione ha effetti pesanti sulle risorse, gli edifici disponibili e i punti vittoria.
Al termine del quinto anno, il giocatore con più punti vittoria vince.

## Espansioni
- L'espansione del Regno (2009)

## Opere derivate
Di Kingsburg è stata anche realizzata una versione in Java, per PC e cellulari.

## Premi e riconoscimenti
- 2007 - Best of Show LuccaGames;
- 2008
  - Origins Award: gioco nominato;
  - International Gamers Award: gioco nominato;
  - Juego del Año: finalista;

## Campionato italiano di Kingsburg
Sono state organizzate tre edizioni del campionato dalla Boardgame League coinvolgendo centinaia di giocatori e appassionati da tutta Italia. Di seguito l'elenco delle edizioni con i relativi vincitori.
| Edizione | Anno | Sede della finale | Manifestazione   | Campione d'Italia     | Secondo classificato | Terzo classificato |
| -------- | ---- | ----------------- | ---------------- | --------------------- | -------------------- | ------------------ |
| I        | 2010 | Torino            | GiocaTorino      | Gilles Buillet        | Claudio Vironda      | Fabio Lamonaca     |
| II       | 2011 | Torino            | GiocaTorino      | Casimiro Catalano     | Stefano Ruggeri      | A. Ratti           |
| III      | 2012 | Settimo Torinese  | Settimo in gioco | Gianfranco Buccoliero | Matteo Solcia        | Lorenzo Rocci      |